# Letizia Moratti
Letizia Brichetto-Arnaboldi Moratti (26 de noviembre de 1949 (75 años) es una política italiana y mujer de negocios. Fue alcaldesa de Milán de 2006 a 2011.

## Biografía
Letizia Moratti nació en Milán. Está casada con el magnate del petróleo Gianmarco Moratti (hermano de Massimo Moratti) y tiene dos hijos, Gabriel y Giada.
Es una mujer de negocios que ha trabajado en el sector de seguros y las telecomunicaciones. Entre 1994 y 1996 fue presidenta de la compañía de televisión estatal italiana RAI. En 1999 y 2000 fue responsable del crecimiento de Rupert Murdoch en el grupo de Europa.
De 2001 a 2006 fue ministra de Educación, en el segundo y el tercer gabinete de Berlusconi. Durante su administración criticó las reformas del sistema escolar italiano y mejoró el sistema docente universitario.
Se presentó a alcaldesa de Milán, en las elecciones municipales de 2006 como candidata de Forza Italia, actual Pueblo de la Libertad. Ganó las elecciones, con más del 52% de los votos. Siendo la primera mujer en ocupar este cargo y obtuvo la asignación de la Expo 2015 Milan con el tema “Alimentar el planeta, energía para la vida”.
El 25 de abril de 2006, mientras asistía a una conmemoración de la Liberación en 1945 del fascismo y del nazismo, se enfrentó a una fuerte oposición de la multitud, aún cuando ella acompañaba a su padre con discapacidad, un exprisionero de guerra de la Segunda Guerra Mundial que había sufrido la detención en un campo de concentración. Teniendo en cuenta su ideología política de derechas (y el apoyo electoral que esperaba recibir de los sectores de la extrema derecha) la participación de Moratti en la conmemoración, fue vista por muchos como un acto oportunista, ya que intentaba mejorar su imagen en vista de las próximas elecciones municipales.
La misma reacción hostil de la muchedumbre se registró unos días después, durante la celebración del 1 de mayo en Milán, a pesar de haber recibido una invitación formal de un representante de los tres mayores sindicatos de trabajadores. El líder de la coalición de centro-izquierda y ulteriormente jefe del gobierno italiano, Romano Prodi, tomó parte en defensa de Moratti, y criticó la multitud de insultos proferidos contra ella.
En abril de 2008 fue nombrada Comisionada Extraordinaria delegada por el Gobierno para la Expo 2015, cargo que dejó en 2011. De 2012 a 2019 fue presidenta del Comité de Ética de los Garantes de los proyectos de la Agencia Nacional Italiana de Microcrédito – Fundación San Patrignano. Fue miembro del Consejo Asesor Italiano – Grupo de Trabajo sobre Inversión de Impacto Social creado por el G8.
En enero de 2014, fue condecorada por el presidente de la República Italiana, Giorgio Napolitano, con la distinción de Grande Ufficiale al Merito del la Repubblica Italiana.
De 2016 a 2020 fue presidenta del Consejo de Administración y luego del Directorio de UBI Banca. En 2020 creó la Asociación Génesis, de la cual es presidenta, dedicada a la defensa de los derechos humanos, la promoción de las diferentes culturas y del medio ambiente. De enero de 2021 a noviembre de 2022 fue vicepresidenta del Consejo Ejecutivo de la Región de Lombardía y consejera regional de Bienestar.
| Predecesor: Gabriele Albertini | Alcaldesa de Milán 2006 - 2011 | Sucesor: Giuliano Pisapia |